# Eriopyga agrotiformis
Eriopyga agrotiformis är en fjärilsart som beskrevs av Dyar 1920. Eriopyga agrotiformis ingår i släktet Eriopyga och familjen nattflyn. Inga underarter finns listade i Catalogue of Life.